# Zbór Kościoła Chrześcijan Baptystów w Gdyni
Zbór Kościoła Chrześcijan Baptystów w Gdyni – zbór Kościoła Chrześcijan Baptystów znajdujący się w Gdyni, przy ulicy Karpackiej 3A.
Nabożeństwa od 17 listopada 2024 roku odbywają się w każdą niedzielę o godzinie 11:00, przy ul. Bolesława Krzywoustego 3 w Gdyni.